# Kalltryckssvetsning

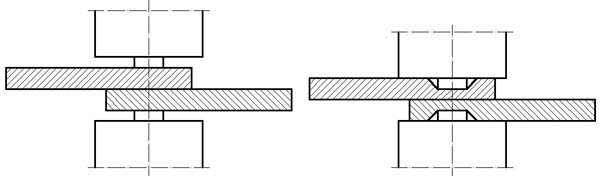
Model hur kalltryckssvetsning fungerar.

Kalltrycksvetsning är en typ av svetsning som sker utan uppvärmning. Delarna sammanfogas genom att pressas ihop med så stort tryck att de binds ihop. Det används bland annat för aluminium och koppar och i samband med elektrisk svetsning.